# Nebra (Unstrut)

Nebra (Unstrut) este un oraș din landul Saxonia-Anhalt, Germania. "Unstrut" este numele râului pe care este așezat.
În 1999 în apropiere de Nebra a fost găsit renumitul disc ceresc de la Nebra.